# 9.45インチ重迫撃砲
9.45インチ重迫撃砲とは第一次世界大戦でイギリス軍が使用した重迫撃砲である。
フランスのバティニョール240mm重迫撃砲のライセンス生産品の改良型で、1916年秋に採用された。この迫撃砲は別名フライング・ピッグ（Flying Pig、空飛ぶ豚）と呼ばれていた。

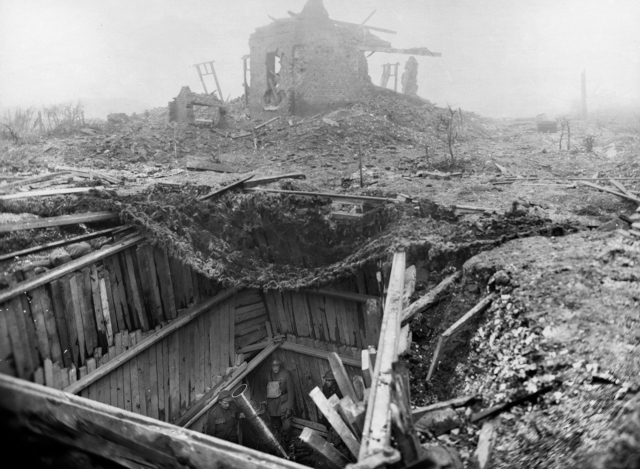
隠蔽地下壕(1918年1月30日)

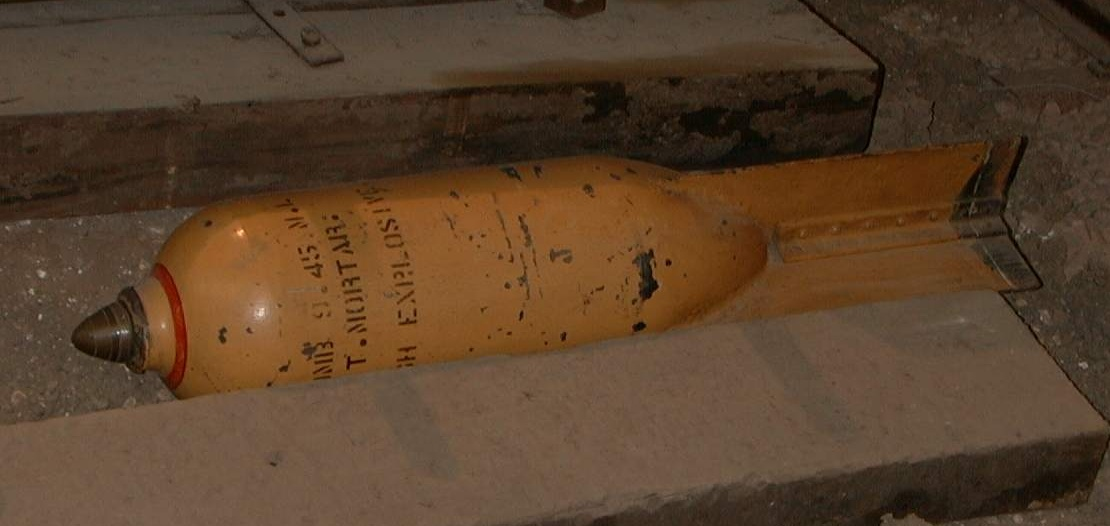
博物館所蔵の砲弾

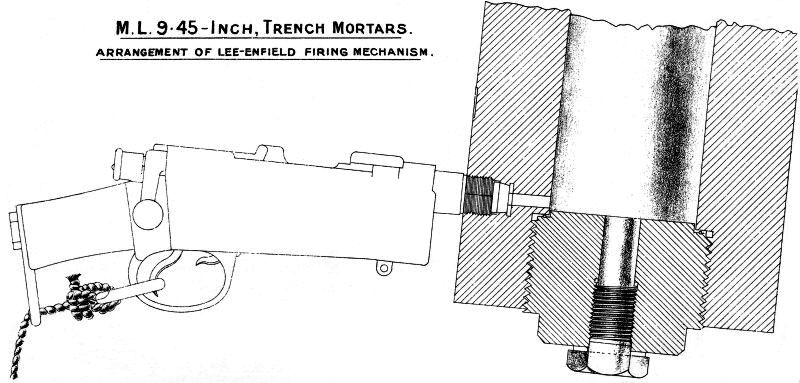
リー・エンフィールド銃メカニズム

砲弾と推進薬は砲口から装填され、リー・エンフィールド銃のボルトアクションメカニズムを尾部にねじ込まれており、専用の空砲弾を使用して紐を引くことで激発し推進薬に着火して砲弾を打ち出す仕組みになっていた。